# ریشارد اشتور
ریشارد اشتور (به آلمانی: Richard Stöhr) (زادهٔ ۱۱ ژوئن ۱۸۷۴ - درگذشتهٔ ۱۱ دسامبر ۱۹۶۷) آهنگ‌ساز و موسیقیدان اهل اتریش، و دانش آموختهٔ دانشگاه موسیقی و هنرهای نمایشی وین بود. 

## فعالیت‌ها
اشتور از سال ۱۹۰۰ به عنوان مربی موسیقی و کرال مشغول فعالیت شد. وی از سال ۱۹۱۵ تا اواسط قرن بیستم به تدریس هارمونی و کنترپوان پرداخت. از جمله شاگردان وی می‌توان به هربرت فون کارایان، رودلف سرکین، آلویس هابا و مارلنه دیتریش اشاره کرد. ریشارد اشتور در سال ۱۹۳۸ به خاطر میراث یهودی‌اش از آکادمی وین اخراج شد. وی در سال ۱۹۳۹ به ایالات متحده آمریکا مهاجرت کرد و در مؤسسه موسیقی کرتیس در فیلادلفیا مشغول به تدریس شد و لئونارد برنستاین از جمله شاگردان او در این مؤسسه بود. اشتور از سال ۱۹۴۱ تا ۱۹۵۰ در «دانشکده سنت مایکل» در شهر مون‌پلیه، ورمانت تدریس کرد و تا سال ۱۹۶۰ در آن شهر حضور داشت.

## آثار
از تالیفات اشتور می‌توان به کتاب‌های: آموزش فرم موسیقی، آموزش کنترپوان، آموزش مدگردی و آموزش هماهنگی اشاره کرد.برخی  آثار موسیقی وی نیز عبارتند از: 
- سمفونی در لا مینور
- سمفونی در ر ماژور
- سوئیت برای ارکستر زهی
- ترانهٔ شب در دو مینور برای ارکستر
- فانتزی برای ارکستر و ارگ
- کنسرتو برای ترومپت و ارکستر
- اوکتِت (هشت نوازی) برای سازهای بادی و زهی
- کوئینتت در سل مینور و دو مینور
- تریو در می بمل ماژور برای پیانو و ارکستر زهی
- کوارتت زهی در ر مینور
- کوارتت پیانو در ر مینور
- سونات برای ویولن در سل ماژور